# はせがわ
株式会社はせがわは、仏壇・仏具・墓石等を専門とする会社。小売、卸ともに業界最大手で唯一の上場企業。本社は福岡県福岡市博多区と東京都文京区に所在。登記上の本店は福岡市博多区。

## 沿革について
- 1929年9月 初代社長・長谷川才蔵が福岡県直方市古町に長谷川仏具店を創業。
- 1954年 仏壇の自家製造を開始。
- 1963年 現・相談役である長谷川裕一が入社。
- 1966年 販売部門を長谷川仏壇店とし、製造部門を長谷川仏壇製造所に法人化。
- 1976年 株式会社はせがわに改称。
- 1988年 福岡証券取引所に上場。
- 1994年 大阪証券取引所第2部に上場。（2012年5月28日上場廃止）
- 2007年 福岡市に新本社ビル完成。
- 2008年4月 長谷川裕一会長、長谷川房生社長就任。
- 2012年3月29日 東京証券取引所第2部に上場。
- 2013年3月29日 東京証券取引所第1部へ指定替え。
- 2013年7月 新CI導入、ロゴマークを変更。
- 2014年6月 長谷川裕一会長が相談役に、長谷川房生社長が代表取締役会長にそれぞれ退き、富士銀行出身の井上健一専務が社長に昇格。
- 2016年4月 井上健一社長が取締役に、江崎徹副社長が社長に就任[2]。
- 2021年1月 江崎徹社長が取締役に、新貝三四郎取締役が代表取締役社長に就任。
- 2024年10月 株式会社八木研から会社分割により設立した株式会社現代仏壇の全株式を取得し、現代仏壇を子会社化[3][4]。

## 事業内容について

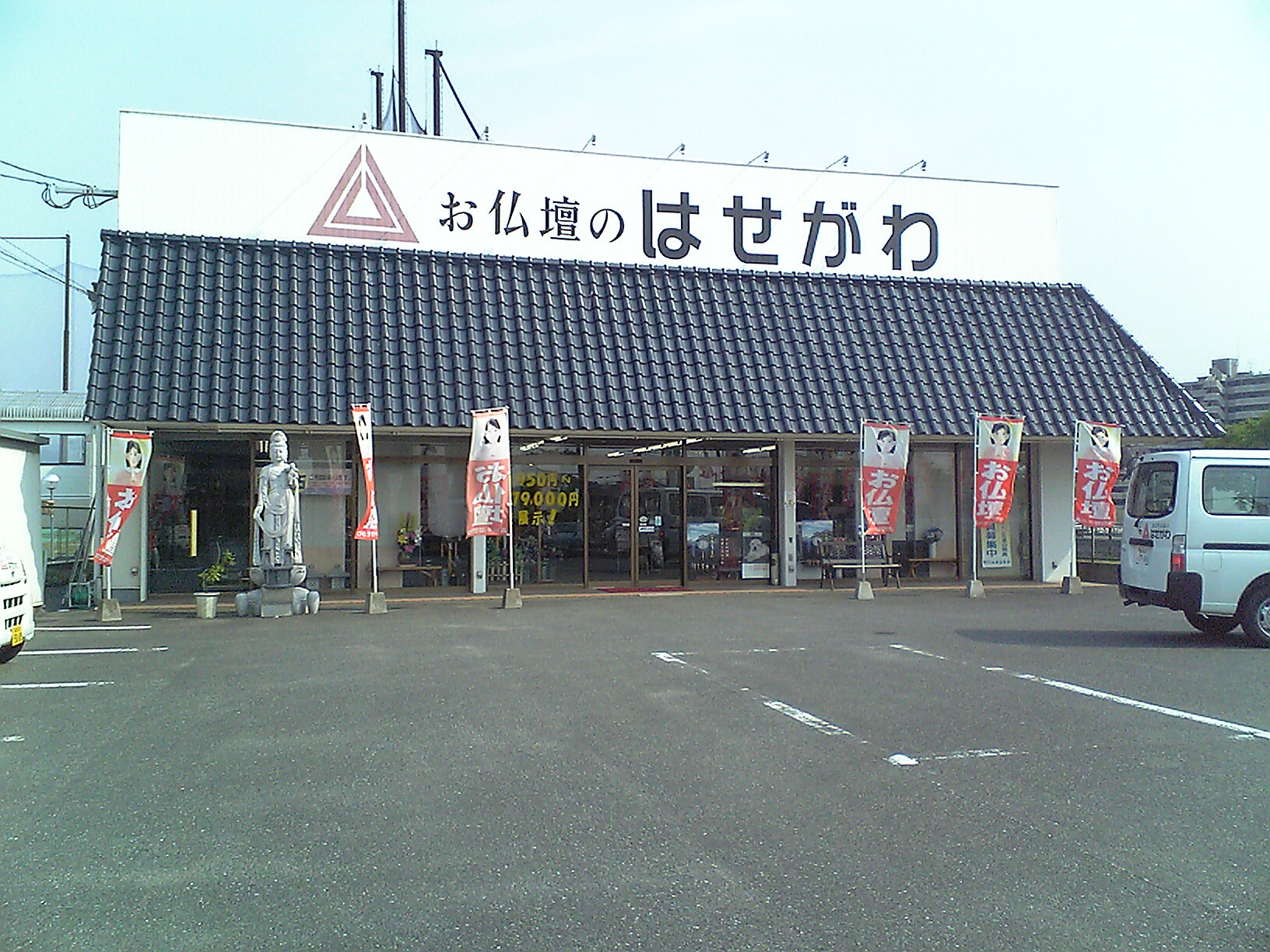
はせがわ前原店（福岡県糸島市）

仏壇事業
販売部門と製造卸部門に分かれる。直営店を全国に133店舗展開。
墓石事業
直営店にて販売と霊園紹介を行う。1997年より本格参入。
葬儀紹介業
2007年より参入。東京都のみ対象。

## 子会社

### 連結子会社
- 株式会社現代仏壇

### 持分法非適用関連会社
- 株式会社はせがわ美術工芸
- 泉州恩慈諮詢服務有限公司
- 株式会社ナイガイトレーディング

## 放送CMについて
はせがわの放送CMは、しあわせ少女が「おててのしわとしわをあわせて、しあわせ。なぁーむぅー」と唱えるものが有名で、その部分は取引がある別商圏の複数の仏壇店のCMで使われる。その場合、「おぶつだんの、は・せ・が・わー」の「はせがわ」の部分がその仏壇店の名前（「おおたや（太田屋）」、「たきもと（滝本仏光堂）」、「ひょうま」、「はたなか（畑中）」、「岩佐佛喜堂」など）に代わる。墓石・墓苑事業に関するCMも製作しており、その場合は「おぶつだん、おはかの、は・せ・が・わー」と放送されている。
地元のRKB毎日放送では、『サンデーモーニング』の「週刊ご意見番」コーナーのローカルスポンサーとなっている。
はせがわの子会社・はせがわ美術工芸は、清水寺の内部修復に関わったことから、近年「しあわせ少女」を起用したCMは、盆や彼岸、新店舗オープンの特売のみで流されるようになっており、通常期は、清水寺修復の実績をアピールするCMの放送頻度が高くなっている。

### しあわせ少女について
イメージキャラクターの少女。CMや看板で見られる。2001年からは、三代目しあわせ少女のゆうかちゃんが務めている。なお二代目しあわせ少女はたばさちゃん（1995年-2001年）で、初代しあわせ少女はゆうこちゃん（1980年～1994年）。しあわせ少女は一般公募され、これまでの3名はいずれも一般人で、このCM後に芸能界入りすることもなかった。
初期のしあわせ少女のCMでは、最後に宮尾すすむが「お仏壇なら、はせがわです。ハイッ、お待ちしています!」とPRするバージョンもあった。

## テレビ番組
- 日経スペシャル カンブリア宮殿 時代を捉える変革力とぶれない信念だけが勝利を生む（2012年2月16日、テレビ東京[8]）[9]

## 書籍

### 関連書籍
- 『お仏壇の本 これだけは知っておきたい仏壇・仏事の知識』（著者:長谷川裕一）（1998年8月21日、チクマ秀版社）ISBN 9784805003343